# Luz de domingo
Pour plus de détails, voir Fiche technique et Distribution.
Luz de domingo est un film espagnol réalisé par José Luis Garci, sorti en 2007.

## Synopsis
Dans un village des Asturies au XIXe siècle, Urbano et sa fiancée Estrella sont victimes, sur fond de politique, d'une violente agression en forêt pendant laquelle elle est violée.

## Fiche technique
- Titre : Luz de domingo
- Réalisation : José Luis Garci
- Scénario : José Luis Garci, Horacio Valcárcel d'après le roman de Ramón Pérez de Ayala
- Musique : Pablo Cervantes
- Photographie : Félix Monti
- Montage : José Luis Garci
- Production : José Luis Garci
- Société de production : Nickel Odeón Dos
- Pays :  Espagne
- Genre : Drame et historique
- Durée : 107 minutes
- Dates de sortie : 
  -  Espagne : 16 novembre 2007

## Distribution
- Alfredo Landa : Joaco
- Paula Echevarría : Estrella
- Álex González : Urbano
- Kiti Mánver : Mme. Predes
- Manuel Galiana : Alpaca
- Toni Acosta : Cova
- Enrique Villén : Longinos
- Andrea Tenuta : Parrula
- Francisco Algora : Chanfaina
- Carlos Larrañaga : Atila
- Mapi Sagaseta : Regina
- Fernando Guillén Cuervo : Ramón
- Iker Lastra : Leto
- Víctor Anciones : Pipo
- Eva Almaya : Laura

## Distinctions
Le film a été nomme pour cinq prix Goya